# Proterorhinus semilunaris
Proterorhinus semilunaris är en fiskart som först beskrevs av Heckel, 1837.  Proterorhinus semilunaris ingår i släktet Proterorhinus och familjen smörbultsfiskar. IUCN kategoriserar arten globalt som livskraftig. Inga underarter finns listade i Catalogue of Life.